# Ishaya Bako
Ishaya Bako es un director de cine y guionista nigeriano.

## Biografía
Bako nació el 30 de diciembre de 1986 en Kaduna, donde vivió toda su vida y luego se trasladó a Londres, para realizar sus estudios en la Escuela de Cine de Londres.

## Carrera
Después de asistir a la Escuela de Cine de Londres, pasó a escribir el guion y dirigió Braids on a Bald Head, ganadora en los Africa Movie Academy Awards (AMAA) en la categoría mejor cortometraje. Es una voz emergente de su generación y miembro del selecto Global Shapers, un grupo de jóvenes emprendedores iniciado por el Foro Económico Mundial.
Su película, Fueling Poverty, sobre la pobreza y el subsidio a los combustibles en Nigeria, es narrada por el premio Nobel Wole Soyinka. Bako vive en Abuya, TCF, Nigeria. Además su película The Royal Hibiscus Hotel se proyectó en el Festival Internacional de Cine de Toronto de 2017.
También fue uno de los escritores de la película Lionheart.